# 니오베 (포로네우스의 딸)
니오베(Niobe)는 그리스 신화에 나오는 포로네우스의 딸이다. 아피스의 누이이고, 제우스와 관계를 맺어 아르고스와 펠라스고스 두 형제를 낳았다. 포로네우스가 펠로폰네소스반도에 건설한 도시는 그의 이름을 따서 포로네이아라고 불렀다. 아버지를 이어 포로네이아의 왕이 된 아피스는 자신의 이름을 따서 도시 이름을 아피아라고 바꾸었다. 아피스는 폭정을 펴다 텔시온과 텔키스에게 살해당하였다. 아피스는 아들이 없었으므로 니오베의 아들 아르고스가 왕위를 이었으며, 이로부터 그 도시의 이름도 아르고스라고 부르게 되었다.